# Oxford Art Online
Oxford Art Online (anteriormente noto come Grove Art Online, prima come The Dictionary of Art e spesso designato come The Grove Dictionary of Art) è una vasta enciclopedia dell'arte, ora parte delle pubblicazioni di riferimento in linea dell'Oxford University Press, e in precedenza un'enciclopedia stampata in 34 volumi, pubblicata per la prima volta da Grove nel 1996 e ristampata con correzioni minori nel 1998. Una nuova edizione è stata pubblicata nel 2003 dall'Oxford University Press.

## Ambito
Scritta da 6.700 esperti di tutto il mondo, le sue 32.600 pagine coprono oltre 45.000 argomenti sull'arte, gli artisti, i critici d'arte, i collezionisti d'arte, o qualsiasi altra cosa collegata al mondo dell'arte. Secondo The New York Times Book Review è la "più ambiziosa impresa di editoria artistica della fine del XX secolo". Quasi la metà del contenuto copre soggetti non occidentali, e i contributori provengono da 120 paesi. Gli argomenti trattati vanno da Julia Margaret Cameron a Shoji Hamada, dalla Corea a Timbuktu, dall'Illuminismo al Marxismo, e dalle maschere Yoruba all'Espressionismo astratto. Le voci includono bibliografie e un vasto numero di immagini.

## Edizioni a stampa
Il dizionario è ancora disponibile in una edizione normale rilegata, benché la versione rilegata in cuoio sembri esaurita.
Varie redazioni minori specializzate sono state pubblicate, come The Grove Encyclopedia of Decorative Arts, (a cura di Gordon Campbell, OUP 2006,  ISBN 0195189485), The Grove Dictionary of Materials and Techniques in Art (OUP 2008, ISBN 978-0-19-531391-8), From David to Ingres: Early 19th-Century French Artists (Grove Dictionary of Art) e così via.
Il Grove Dictionary of Art è pubblicato dall'Oxford University Press, che lo ha acquisito dalla Macmillan Publishers nel 2003.

## Edizione in linea
La versione in linea, che è aggiornata tre volte all'anno, è disponibile mediante abbonamento e include alcuni contenuti extra. Nel Regno Unito, molte biblioteche pubbliche la offrono gratuitamente ai loro utenti in linea che usano il loro numero d'iscrizione alla binlioteca e un PIN per collegarsi. The Grove Dictionary of Art è stato offerto in linea per la prima volta attraverso il sito web Grove Art Online nel 1998. Il sito è stato ampliato e ribattezzato Oxford Art Online, includendo altre opere: The Oxford Companion to Western Art, Encyclopedia of Aesthetics, The Concise Oxford Dictionary of Art Terms. Nel 2011, il Benezit Dictionary of Artists è stato aggiunto alla base di dati.